# Huallaga (flod)

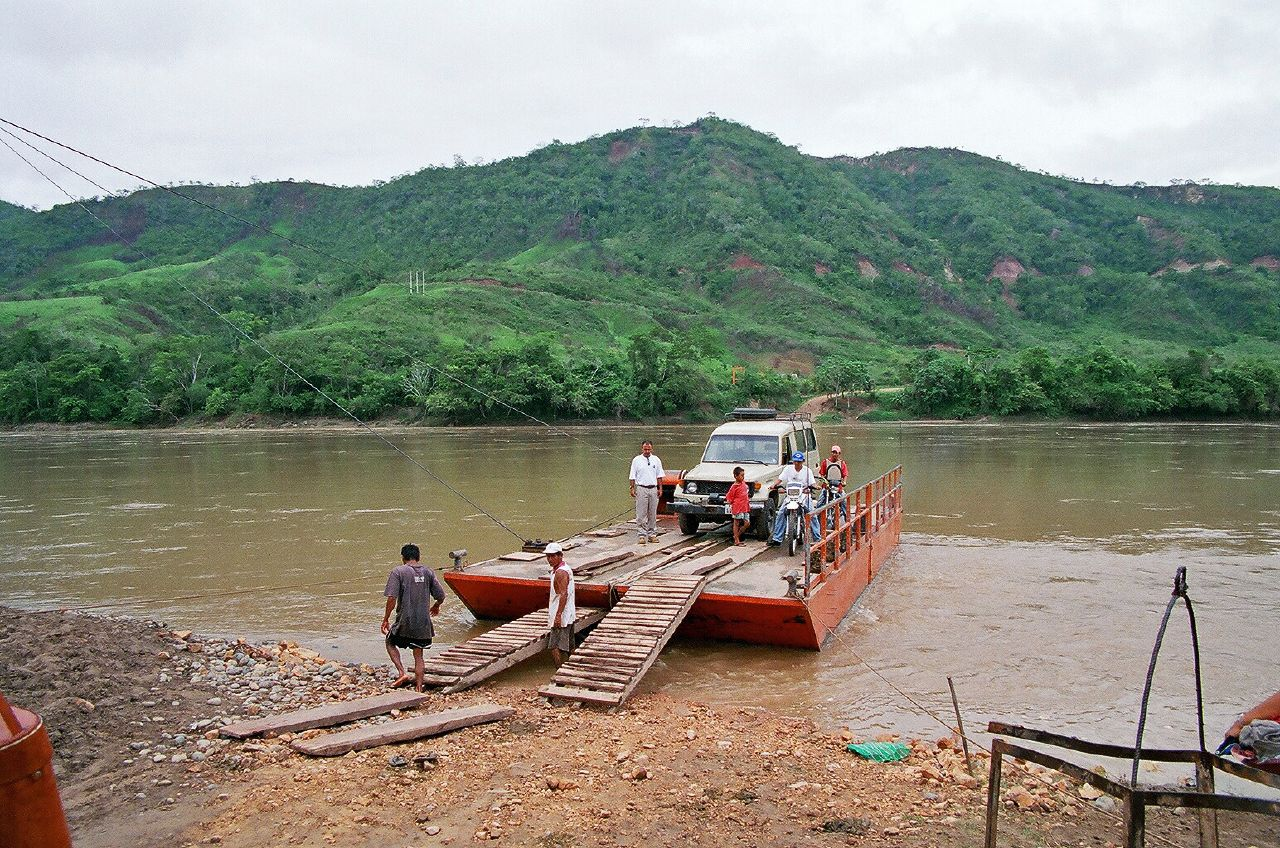
En färja korsar floden Huallaga

Huallagafloden (också känd som Guallaga och Rio de los Motilones), är en flod i Peru som förenar sig med Amazonfloden väster om Rio Ucayali. Den rinner upp högt uppe i Anderna, söder om Cordillera de Rauna i Huascacochalagunen, omkring 10 grader 40 minuter sydlig bredd, på norra sluttningarna av berget Cerro de Pasco.
I början av sin sträckning heter floden Rio Ranracancha och byter sedan successivt namn till Río Blanco och Río Chaupihuaranga, tills den förenar sig med Río Huariaca och får namnet Río Huallaga. I Huánuco bildar floden en viktig dalgång mellan Amboprovinsen (Huánuco) och Santa María del Valle och efter att ha runnit igenom det sista kuperade området i Carpish passerar den dalen Tingo María i Selva Alta (den djungel i Peru som ligger på hög höjd).
Huallaga är ett tillflöde till Marañónfloden, med vilken den rinner samman från höger sida, efter att ha runnit omkring 1100 kilometer.
Under nästan hela sitt flöde strömmar floden snabbt genom en följd av branta dalgångar. Floden har fyrtiotvå forsar, den sista är Pongo de Aguirre, uppkallad efter rebellen "conquistadoren" Lope de Aguirre som passerade här. Till denna punkt, 225 kilometer från Amazonasfloden, kan Huallagafloden nås med långa flodbåtar (lanchas) fram till den livliga hamnstaden Yurimaguas, i Loreto, Peru. 
Mellan Huallagafloden och Ucayalifloden ligger "Pampa del Sacramento," en låglänt region täckt av stenlösa leravsättningar och bevuxen med täta, mörka skogar där de kristna missionärerna första gången trängde in 1726. Området är ungefär 300 miles långt från norr till söder och varierar i bredd mellan 40 och 100 miles. Många biflöden till Ucayalifloden och Huallagafloden, navigerbara med kanot med utombordsmotorer, genomtränger detta område. Förutom bönder befolkas området av många infödingsstammar, till exempel ‘’Cocama-Cocamilla’’.
Floden är rik på fisk, och längs flodens långsammare flöden bildas sandbankar och stränder, på vilka man firar traditionsbundna fester för ‘’San Juan’’. Floden är lämpad för sportfiske.